# Kaple Redemptoris Mater
Kaple Redemptoris Mater (latinsky Matka Vykupitele), dříve známá jako kaple Matildy, je římskokatolická kaple umístěná ve druhém patře Apoštolského paláce ve Vatikánu. Kaple se nachází hned za dveřmi papežských apartmánů a je pozoruhodná svými mozaikami podobnými raným byzantským náboženským uměleckým dílům.
Kaple není veřejně přístupná, je určena pro výhradní použití papeže.
Náklady na renovaci samotné kaple byly darem sboru kardinálů k 50. výročí vysvěcení papeže Jana Pavla II. v roce 1996.
Současným apoštolským kazatelem je kapucínský mnich, otec Raniero Cantalamessa. Ten často předsedá homiliím v kapli, kterou občas používal i papež Benedikt XVI.